# Georg Schreck
Pour les articles homonymes, voir Schreck.
Pour l’article ayant un titre homophone, voir Shrek.
Georg Wilhelm Ismael Schreck (né le 25 février 1859 à Hämeenlinna et mort le 15 mars 1925 à Tampere) est un architecte finlandais.

## Biographie
Georg Schreck est le fils du capitaine Karl Fredrik Wilhelm Schreck (1826–1882) et d'Emilia Elisabet Ottiliana Ladau (1833–1910). 
En 1859, le père de Georg Schreck achète le manoir de Joensuu à Laitikkala dans la municipalité de Pälkäne.
Au cours de son service militaire, Karl Fredrik Wilhelm Schreck participe à la guerre de Crimée et à la défaite du soulèvement polonais, et après sa carrière militaire et ses études universitaires, il devient receveur de la couronne.
Georg Schreck est enseignant à l'École de génie civil d'Helsinki de 1882 à 1885, au département de construction de l'École d'industrie de Tampere de 1886 à 1915, et en même temps que directeur de l'école jusqu'en 1912.
Il est membre de la Société technique de Tampere. 
En 1893, Georg Schreck épouse Anna Catherine Forsman. 
Le couple aura six enfants Katri, Erik, Matti, Mary, Kaarlo et Arne.

## Ouvrages principaux
- 1885 : Phare de Märket
- 1890 : Hôtel de ville de Tampere
- 1898 : École Johannes (fi) de Tampere
- 1898, Maison des fêtes de Tampella
- 1899, Pont Aunes, Teisko
- 1912, Église de Vilppula
- 1911, École de Tammela
- 1901, Centre culturel des douanes (fi)
- 1912, Immeuble commercial Otra, Tampere
- Hôpital psychiatrique de Pitkäniemi
- Puuvillatehtaankatu 4, Tampere
- 1902, Maison Schreck, Huhtimäenkatu 5
- Tour de l'église de Pälkäne
- Bâtiments de l'usine Finlayson Bâtiments 8, 31, 32 et 33

## Galerie

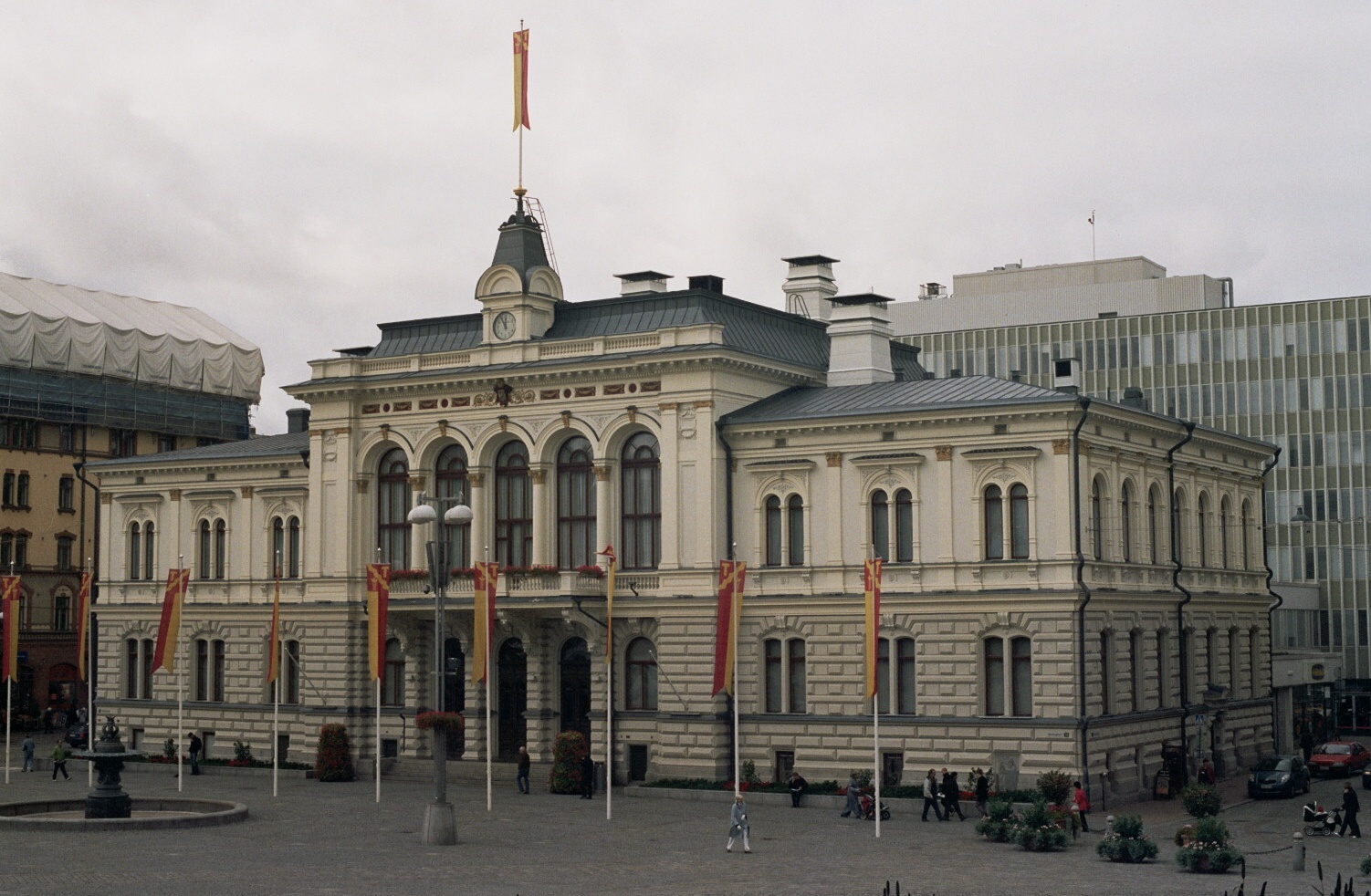
L'Hôtel de ville de Tampere.
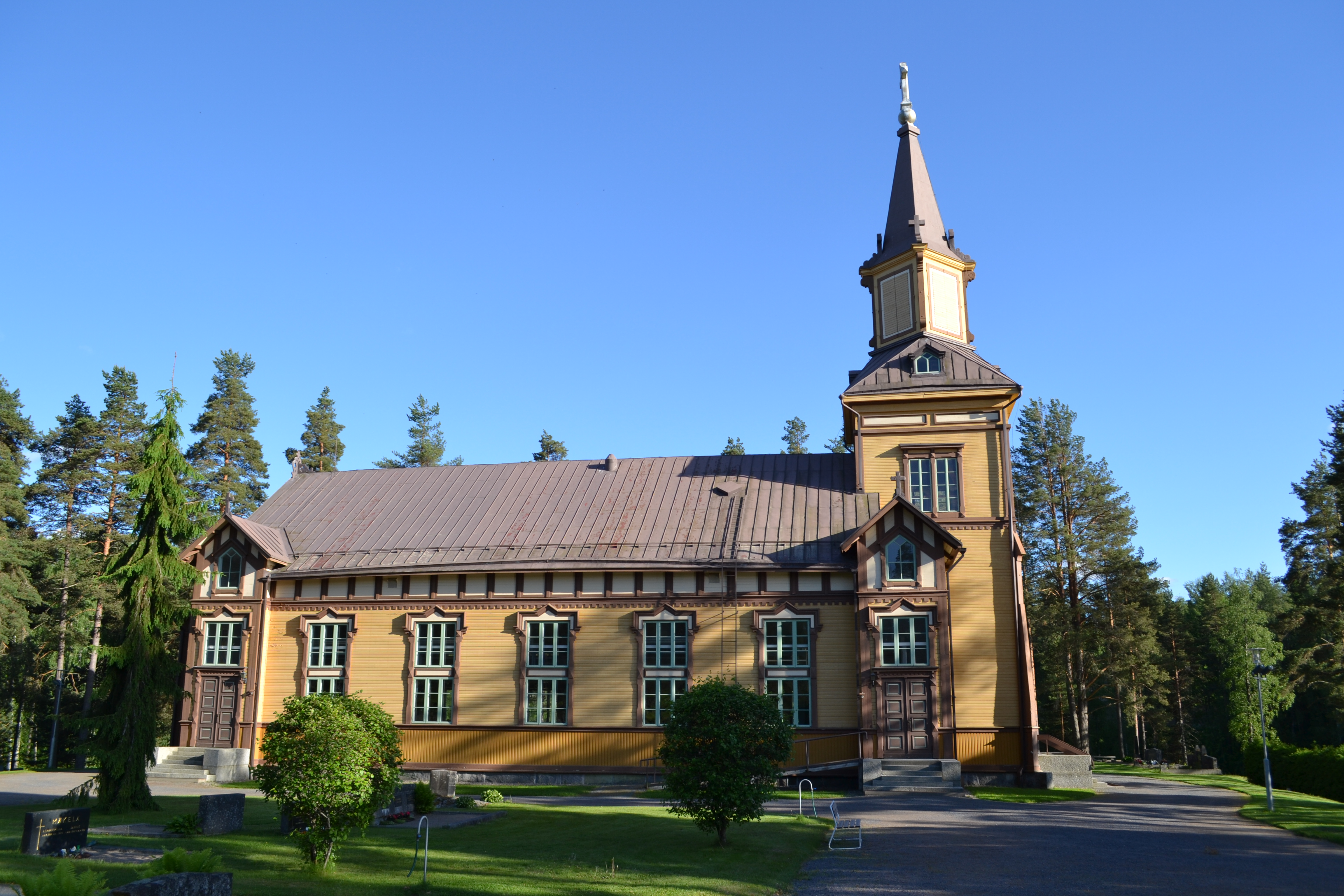
L'église de Vilppula.
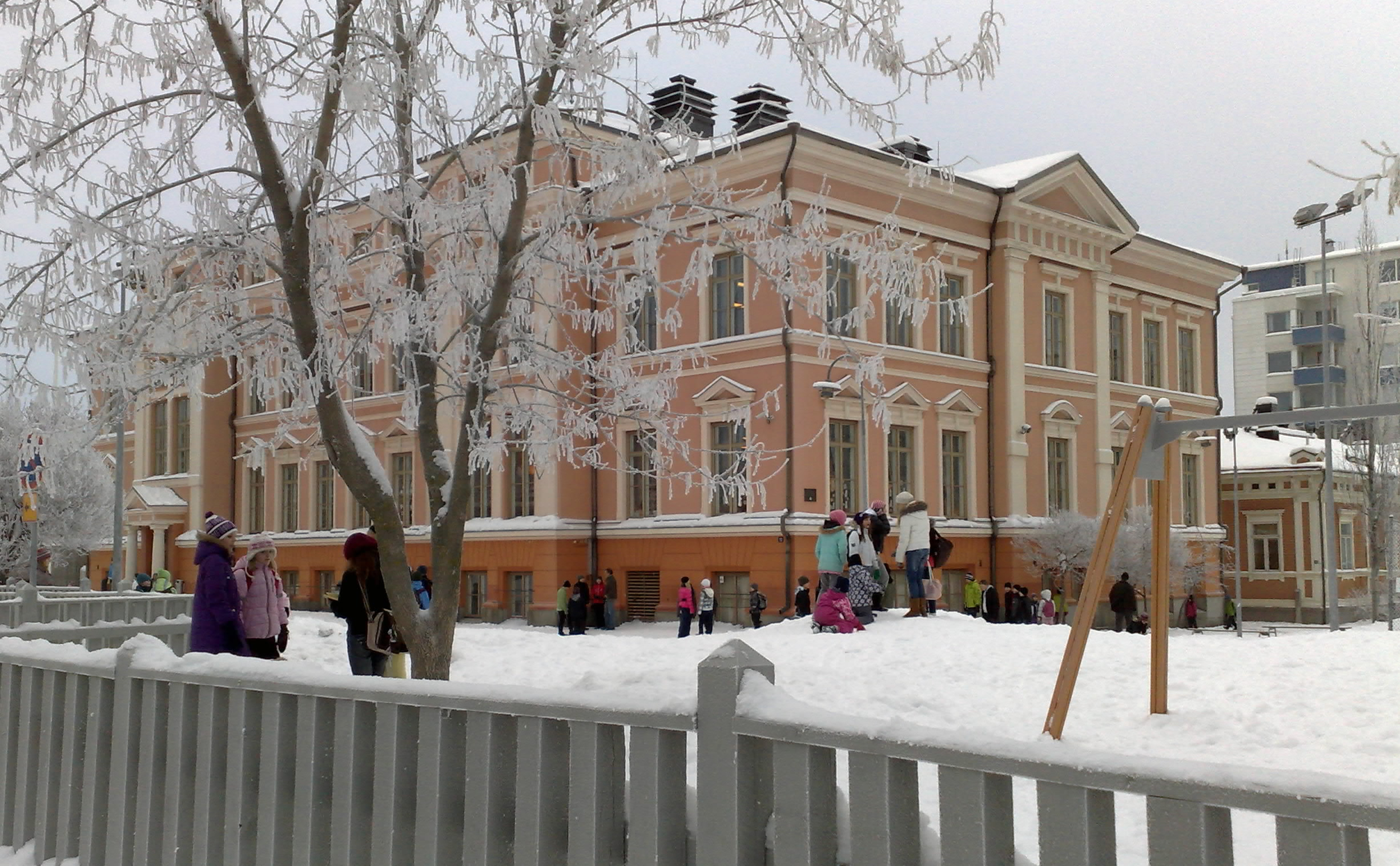
L'école Johannes
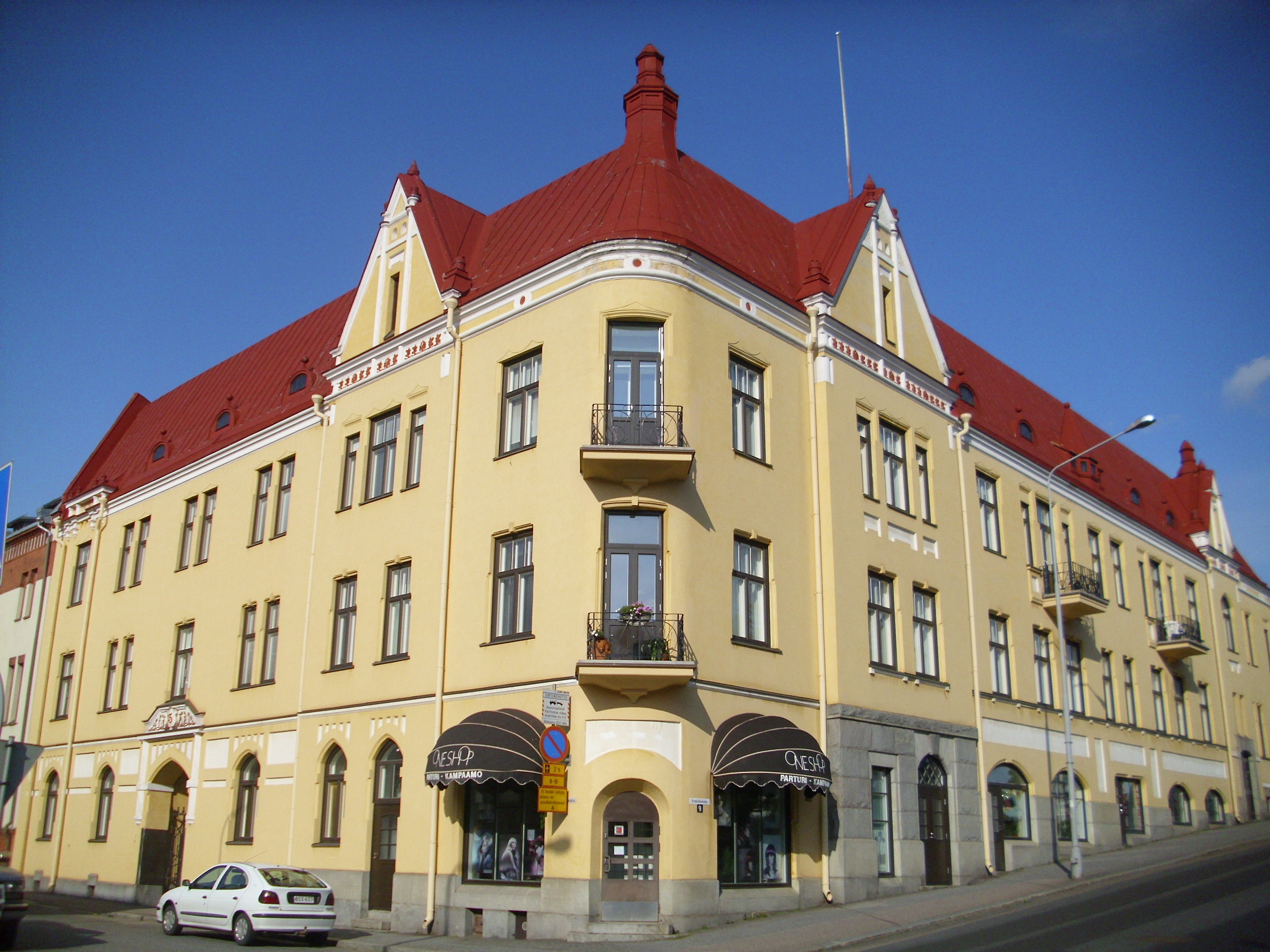
Maison Schreck